# Lars Foss
Lars Foss (15. september 1924 – 24. august 2007) var en dansk direktør og civilingeniør. Han var søn af Erling Foss og bror til Nils Foss.
Da Lars Foss blev født ind i industrifamilien Foss var der store forventninger til hans evner som erhvervsmand. Han indledte erhvervskarrieren med direktørposter i Sadolin & Holmblad, men blev i 1960 selvstændig med Lars Foss Kemi, der har selskaber i hele Norden. Samtidig sad han på bestyrelsesposter i Foss-gruppens virksomheder. I en alder af 66 år grundlagde han Fossnit A/S, der producerer kunstig julesne, og i 1994 tog han patent på et allergivenligt pude og dynefyld og begyndte at producere dyner og puder i stor stil i virksomheden Fossfill A/S.
Lars Foss er centrum for en af Danmarkshistoriens største forureningssager, efter at Lars Foss Kemi i 1960'erne og 1970'erne dumpede op imod 3.000 gifttønder i moser i Fredensborg Kommune.